# 宁乡历史
宁乡历史发源于以洞庭湖为中心的荆楚文化，从商朝的四羊方尊至今，大约4000年的历史。古代宁乡发展有明显的地域性，西部山区受到湘中、湘西少数民族的影响，大部分地区刀耕火种。东晋南北朝时期，中原人南迁，带来了先进的生产技术，牛耕、铁农具的使用，促进了宁乡文明的进程。近代，随着西学东渐和新文化运动，朱剑凡、何叔衡、姜梦周、王凌波、谢觉哉等教育家的影响，宁乡扫除了封建积习，保守、野蛮、愚昧的裹脚、贞操枷锁、守节均被清除，产业、技术、法律、政治、经济、生活方式、饮食、宗教、哲学及价值观都尾随现代工业文明的进程。

## 商朝
宁乡地域是荆楚文化的辐射地域，属于较早开发地域。宁乡出土了众多的商朝青铜器文物，品种多，档次高，世所罕见，因为宁乡被誉为“南中国青铜文化之乡”。如：1938年在黄材镇月山铺转耳仑山发掘了商朝青铜器四羊方尊。1958年再次在原地发现商朝青铜器大禾方鼎。后来陆续在黄材镇、横市镇、老粮仓镇、青山桥镇等地发现商朝青铜器。据此充分说明宁乡历史在商朝已经进入高度开发的文明地域。

## 春秋战国
春秋时期，楚国不断南扩，到战国时期，宁乡属于楚国辖区。

## 秦
秦朝实行郡县制，宁乡属于长沙郡管辖。

## 汉朝
汉朝，宁乡分属于益阳县和湘阴县。

## 三国
三国时期，吴国孙权夺取荆州，兼并长沙，宁乡属于吴国管辖范围。吴会籍王太平二年（257年），曾在宁乡设立新阳县，治所位于长桥（今横市镇）。

## 晋朝
晋朝时，宁乡属于新康县，重新被长沙郡管辖。

## 唐朝
唐朝在老粮仓镇建立了屯粮的官仓。806年，宰相裴休奏请皇帝建立密印寺，成为沩仰宗祖庭。裴休和其夫人终老于此。裴休之子裴文德曾考取狀元，後為皇子祈福，出家于密印寺，號「法海」，即《白蛇传》中法海大师的原型。唐朝诗僧齐己诞生于宁乡，在密印寺出家。唐朝诞生了宁乡第一个进士刘蜕，也叫破天荒进士。

## 五代
五代时期，宁乡分属马楚长沙府所辖的益阳、长沙、湘乡三县。五代已经建立玉潭镇，当时玉潭有潭如玉，故而命名玉潭镇，改新康驿为玉潭镇。

## 宋朝
宋太宗太平兴国二年（977年），将原来分属于益阳、长沙、湘乡三县的宁乡独立划出，设立宁乡县，取“乡土安宁”之意，隶属于潭州长沙郡，县治所位于玉潭镇。县名和县治所一直沿用至今一千多年。宋朝宁乡诞生了第一个文状元易祓，被封为宁乡开国男。

## 元朝
元朝初期，宁乡隶属于潭州路，后来改为天临路。

## 明朝
明朝宁乡隶属于长沙府。

## 清朝
清朝宁乡隶属于长沙府。清朝末年，太平天国攻克湖南，宁乡石潭乡朱衣点率领百余人占据罗仙寨，效仿梁山泊劫富济贫，打击湘军团练。横市镇、滩山铺、飞幅仑、阳华大屋、罘罳峰等地均爆发农民起义。太平军南下湘潭时期，朱衣点在朱石桥投入太平军，跟随翼王石达开转战江西、浙江、福建等地，屡立奇功，被洪秀全封为“扶朝天军”和“孝天义王”。

## 中华民国
中华民国大陆时期，宁乡县隶属于不同的行政辖区，1922年属于湖南省。
在宁乡实际上发生过两次战役：第一次是1944年6月的县城保卫战，第二次是1944年7月的杜家山防御战。

### 县城保卫战
1944年6月，国民党第七十四军五十八师一七三团、一七四团一个营和师迫击炮营一个连，共3000多人，负责阻击县城及其以东地区来犯日军，一七三团团部设在南门福音堂，由团长何澜指挥守城部队作战。
6月11日，日军第四十师团先遣部队2000多人，从望城乔口、靖港登陆进攻双江口。14日下午3时许，在双江口高峰桥地段，冲破一七三团警戒部队防线，沿檀树湾、蔸子潭、麻帼石向城郊阵地发动猛烈攻击。其后续部队从朱良桥、菁华铺抢占县城东郊、西郊，炮火猛击县城，凤形山、木鱼岭、月形山、仓岭上等作战工事全毁。
日军侵入县城，守城官兵奋起抵抗，白刃肉搏，双方伤亡惨重。当晚，一股日军700多人攻击神仙洞、狮子山等地；另一股日军500多人袭击南门桥截断了守军后路。守城官兵被日军包围，但仍反击，多次打退日军冲锋，使日军受到重创。
15日拂晓，日军增加兵力，攻入县城，守城官兵与日军展开巷战，终因敌众我寡，伤亡惨重，县城大部分落入日军之手。16日上午8时，日军炮火猛烈轰击杜家山守军阵地。团长何澜命令中校团副蔡亚锷（宁乡大成桥人）率领特务排增援杜家山。蔡双腿中弹，被救护至福音堂地下室包扎，杜家山阵地失守。
日军占领杜家山高地后，一七三团团部所在地福音堂便在日军火力控制下，形势岌岌可危，而驻南门对河的第七十四军五十八师师长张灵甫尚未派部队增援，团长何澜即率数十名官兵撤离阵地，部队秩序顿时大乱。
正在福音堂地下室包扎的蔡亚锷见此情形，大声高呼：“各位弟兄，我们突围逃生，白白去送死，不如坚守待援，才有希望存一条活路！”惶恐的官兵们，见蔡扶伤忍痛，战斗情绪重新振作起来，一致要求蔡任指挥，决心与阵地共存亡。
蔡即派兵加固福音堂工事，把尚存战斗力的140余名官兵编成一个连。指定少尉任重远为连长，并对全连官兵晓以大义道：“把死字顶在头上，成功把握在手里”，“与其生而辱，不如死而荣”。他又将团部福音堂内所存粮食、弹药、医药、饮水存量情况，公开告知大家，坚定了大家坚守歼敌的信心。
在蔡亚锷的鼓动组织下，士兵情绪激昂，奋然而起，继续坚持守城作战。当晚，他们在印台山上与日军酣战，视死如归，多次击退日军进攻。
17日，城南对河援军向日军发起攻击，县城守军减轻压力，进攻印台山的日军久攻不下，向福音堂阵地施放毒气，守城官兵用湿毛巾蒙鼻奋力还击，固守阵地。坚持至19日，援军与守城军对日军里外夹击，日军遭受重创，撤围西窜，宁乡县城岿然不动。
20日，师长张灵甫派一个连与卫生担架队进县城协助守军打扫战场，掩埋官兵尸首。之后，将守卫县城任务移交给第一百军所属的一个营。
这次保卫县城战役，军民坚持五昼夜，阵亡400多人，受伤700多人。国民党授予蔡亚锷“云麾勋章”、“胜利勋章”各一枚。抗日战争胜利后，国民党第七十四军五十八师司令部于1946年4月27日派员来县，请宁乡县负责修建第五十八师抗日阵亡将士纪念塔。
1947年2月，纪念塔在县城南门桥旁边的杜家山落成，塔上石碑除镌刻烈士名录外，尚刻有国民主席蒋中正题词“浩气长存”和国民党第二十四集团军总司令王耀武题词“气壮山河”。

### 杜家山防御战
1944年6月18日，长沙失守后，国民党第七十三军奉令在洞庭湖南岸抗击日伪军。
7月3日，第七十三军十五师四十三团二营300多人，从洋泉移驻县城，接替第一百军某营的守城使命。该营营长周羽（宁乡人）指挥全营官兵，在宁乡民众的配合下，仅用20天时间就恢复和加固了县城周围防御工事，作好了一切防御日军再次攻城的准备。
7月27日，日军六四○联队五四大队800多人和1000多名伪军，从朱良桥出发，由沩水南岸再次进犯县城。周羽率领全营官兵还击，城厢镇游击队队副王干筠也带领10多人协同周羽作战，在孤立无援的情况下，扼守在杜家山、印台山高地上，以猛烈火力还击日军，誓与阵地共存亡，日军虽多次发动强攻，均未成功。
周营坚持到29日早晨，印台山阵地失守，守军伤亡惨重。上午8时许，日军以少数兵力牵制周营，以主力从麻帼石以下过沩江，绕道梅家田，包围周营，从东、西、北三面猛攻杜家山守军阵地。周营140多名官兵全部阵亡，周羽因身负重伤，由游击队队员背出阵地幸免于难，王干钧等8名国军也在这次战斗中阵亡。
杜家山之战失败了，宁乡沦陷。

### 黄唐起义
1949年2月9日，姜亚勋、李石锹领导了黄材镇和横市镇的起义运动。历史称为“黄唐起义”。起义队伍迅速成立指挥机构，陈仲怡任司令员，姜亚勋任副司令员，部队命名为“中国人民解放军湖南军区第三纵队”，发表了《告湘中人民书》和《致程潜的公开信》。
1949年8月4日，中国人民解放军第四野战军49军146师436团团长崔荣泰和政委王侨在李石锹的配合下攻下宁乡县城。8月25日，中共南下工作团158名干部进驻宁乡。27日，中国共产党宁乡县委员会、宁乡县人民政府宣告成立。

## 中华人民共和国
1949年，宁乡隶属于益阳专区。1952年到1962年11月属于湘潭专区。1962年底到1983年6月属于益阳专区。1983年7月，宁乡县属于长沙市。
2017年4月，经国务院批准，同意撤销宁乡县，设立县级宁乡市，以原宁乡县的行政区域为宁乡市的行政区域，宁乡市由湖南省直辖，长沙市代管。

### 修建黄材水库
1952年，水利专家查勘黄材镇准备修建黄材水库，1957年设计1958年5月开工，到1965年5月竣工。全部锄头、草鞋、扁担、簸箕等人力搬运，搬运土石达到1492万立方米，劳动工日2250万个。工程造价5383.3万元人民币。劳动条件异常艰苦，左倾严重，使得民工伤亡惨重。

### 刘少奇回乡调查
1961年4月到5月，中国共产党中央委员会副主席、中华人民共和国主席刘少奇对湖南农村进行了44天的调查，对宁乡县调查了16天。刘少奇亲自走访东湖塘公社、双凫铺公社、黄材水库等地，深入田间、林山、食堂、猪场、医院、部队以及社员家庭。刘少奇回乡调查，解散了公共食堂，纠正了部分左倾错误。历史称为“救命之行”，但是刘少奇因此也被毛泽东、林彪罗织罪名“党内最大的走资派”而打倒，并且迫害致死，公社不久被再次被复建。

### 改革开放
1979年春天，草冲人民公社将水田、旱田包产到户。1980年春天，全县所有公社纷纷效仿。1984年，全县山林、茶园、水塘等全部承包到户。1990年代，宁乡民营企业打造出“忘不了”、“圣得西”、“加加酱油”、“安泰家私”、“宁乡猪”等品牌。